# Sporobolomyces salmonicolor
Sporobolomyces salmonicolor är en svampart som först beskrevs av B. Fisch. & Brebeck, och fick sitt nu gällande namn av Kluyver & C.B. Niel 1924. Sporobolomyces salmonicolor ingår i släktet Sporobolomyces, ordningen Sporidiobolales, klassen Microbotryomycetes, divisionen basidiesvampar och riket svampar.   Inga underarter finns listade i Catalogue of Life.